# 멋쟁이박쥐아과
멋쟁이박쥐아과(Kerivoulinae)는 애기박쥐과에 속하는 박쥐 아과의 하나이다. 2속 25종으로 이루어져 있다.

## 하위 속
- 멋쟁이박쥐속 (Kerivoula) - 20여 종, 아프리카, 동남아시아, 오스트레일리아에 분포[2]
- 나팔귀박쥐속 (Phoniscus) - 4종, 동남아시아, 오스트레일리아에 분포[2]

## 계통 분류
다음은 애기박쥐과의 계통 분류이다.

|  | 관코박쥐아과   |
|  |                |
|  | 멋쟁이박쥐아과 |
|  |                |

|  | 윗수염박쥐아과 |
|  |                |
|  | 애기박쥐아과   |
|  |                |

|  | 관코박쥐아과   |
|  |                |
|  | 멋쟁이박쥐아과 |
|  |                |

|  | 윗수염박쥐아과 |
|  |                |
|  | 애기박쥐아과   |
|  |                |

|  | 관코박쥐아과   |
|  |                |
|  | 멋쟁이박쥐아과 |
|  |                |

|  | 윗수염박쥐아과 |
|  |                |
|  | 애기박쥐아과   |
|  |                |

|  | 관코박쥐아과   |
|  |                |
|  | 멋쟁이박쥐아과 |
|  |                |

|  | 윗수염박쥐아과 |
|  |                |
|  | 애기박쥐아과   |
|  |                |